# Црква Свете Петке у Димитровграду
Црква Свете Петке у Димитровграду, насељеном месту на територији  општине Димитровград, православни је храм који припада Епархији нишкој Српске православне цркве.
Црква посвећена Светој Петки саграђена је на извору, непосредно уз цркву Свете Тројице. Градња храма је започета 2013. године.